# Out4Fame-Festival
Das Out4Fame-Festival war eine Hip-Hop-Veranstaltung, die von 2014 bis 2016 und 2018 auf der Schwarzen Heide in Hünxe stattfindet. Im Jahr 2017 war die Location der Revierpark Wischlingen in Dortmund.

## Geschichte
Die Agentur Out4Fame Entertainment wurde 1998 zur Organisation von Tourneen und Produktion von Hip-Hop-DVDs gegründet. Durch die Veröffentlichung der DVDs Feuer über Deutschland und 1on1-Freestyle-Battle konnte das Unternehmen erste Bekanntheit erlangen. Als Veranstalter war Out4Fame zudem für zahlreiche Konzerte US-amerikanischer Hip-Hop-Musiker wie Snoop Dogg, Nas, Ryan Leslie oder Boyz II Men verantwortlich. Ausgehend von diesen Erfahrungen entstand die Idee ein Hip-Hop-Festival in Nordrhein-Westfalen als „nächste Herausforderung“ auszurichten. Die Organisation des Festivals erfolgte durch Mario „Dako“ da Costa, Carlos Wind und Sebastian „Catcher“ Yurtseven. Diese hatten 1999 die Hip-Hop-Bühne des Open-Air-Musikfestivals Rheinkultur initiiert und bis zur Einstellung der Veranstaltung Ende 2011 organisiert. Nach längerer Suche nach einem geeigneten Veranstaltungsort, kam Out4Fame mit dem Veranstalter des Punk-Festivals Ruhrpott Rodeo in Kontakt. Dabei entstand die Idee, sich die Location zu teilen und beide Festivals mit einigen Tagen Abstand in Hünxe stattfinden zu lassen. Das Gelände des Flugplatzes Schwarze Heide umfasst 16.000 Quadratmeter, auf denen etwa 12.000 Besucher Platz finden.
Im Oktober 2013 begannen da Costa und Wind mit den Vorbereitungen für die erste Auflage des Festivals. Bei der Auswahl der Künstler standen vor allem Hip-Hop-Musiker der 1990er Jahre wie Method Man, Redman, DMX, Onyx und M. O. P. im Vordergrund. Mit diesen hatte Out4Fame bereits zahlreiche Auftritte im Rahmen der Konzertreihe Urban Legends in verschiedenen europäischen Staaten organisiert. Mitte Dezember 2013 folgte die Ankündigung des Festival-Termins für den 7. und 8. Juni 2014 sowie Kool Savas, Kollegah, Farid Bang, Fard sowie Snaga & Pillath als erste bestätigte Künstler. Zeitgleich begann der Vorverkauf. Anfang 2014 folgte die Bestätigung für Auftritte von Megaloh, Laas Unltd. und Onyx. Ende Februar gab Out4Fame das Duo Method Man & Redman als Headliner des Festivals bekannt. Neben der „Red Stage“, auf der die bekannten nationalen und internationalen Rapper auftreten konnten, wurde mit der „Green Stage“ eine Bühne für Newcomer eingerichtet. Laut Angaben von Carlos Wind konnten für die erste Ausgabe des Out4Fame-Festivals 5.000 Tickets im Vorverkauf abgesetzt werden. Die Veranstaltung konnte schließlich 6.500 Besucher aufweisen.
Nach Durchführung der ersten Ausgabe wurde bereits im Juni 2014 der Vorverkauf für das zweite Out4Fame-Festival gestartet. Mitte Dezember erfolgte die Bestätigung von Samy Deluxe, Celo & Abdi, Talib Kweli, DCVDNS, 187 Strassenbande und Too Strong sowie Wu-Tang Clan als Headliner des zweiten Festivals. In diesem Zusammenhang wurde der Termin auf den 12. und 13. Juni 2015 festgelegt. Im Verlauf der nächsten Monate wurden unter anderem die Künstler EPMD, Mos Def, Busta Rhymes und Mobb Deep angekündigt. Nach Abschluss des ersten Festival-Tages musste der geplante Auftritt von Foxy Brown wegen eines verpassten Fluges abgesagt werden.
Zeitgleich zur zweiten Auflage des Festivals wurde das Out4Fame Festival 2016 angekündigt. Damit einhergehend wurde eine Erweiterung der Veranstaltung auf drei Tage bekannt gegeben. Anfang 2016 wurden die Termine des Festivals auf den Zeitraum 29. bis 31. Juli festgelegt. Mit unter anderem Sido, Kool Savas, Haftbefehl, Pillath, Lakmann One, Olli Banjo, Olexesh und Nimo standen auch die ersten Rapper bereits fest. Im April wurden zunächst Method Man und Redman sowie schließlich Rick Ross als Headliner bekannt gegeben. Internationale Aufmerksamkeit erfuhr im Juni die Verpflichtung des Rappers Slick Rick. Dieser absolvierte sein erstes Konzert außerhalb der Vereinigten Staaten seit 1990 sowie seinen ersten Auftritt in Deutschland überhaupt auf dem Out4Fame Festival. Das dritte Out4Fame-Festival wurde je Veranstaltungstag von etwa 7.000 Menschen besucht.
Aufgrund der besseren Verkehrsanbindung und Internetverbindung sowie aus Vermarktungsgründen wurde im August 2016 die Verlegung des Festivals 2017 nach Dortmund bekanntgegeben. Als Veranstaltungsort wurde der Revierpark Wischlingen ausgewählt. Bereits im November wurden mit MoTrip, Prinz Pi, Celo & Abdi, Morlockk Dilemma, Too Strong und Witten Untouchable die ersten Teilnehmer der vierten Auflage benannt. Anfang Juni 2017 wurde Busta Rhymes als letzter Künstler bestätigt. Das Out4Fame-Festival fand schließlich vom 18. bis 20. August 2017 statt und war dem zwei Monate zuvor verstorbenen Rapper Prodigy gewidmet. Begleitet wurde die Veranstaltung von einigen personellen und technischen Schwierigkeiten. Am 18. Juli 2017 sagte der als Headliner gebuchte Rapper Common wenige Stunden vor seinem Auftritt seine Teilnahme aus gesundheitlichen Gründen ab. Als Ersatz konnte kurzfristig der New Yorker Yasiin Bey gewonnen werden. Des Weiteren bereitete die Tontechnik auf beiden Festivalbühnen mehrfach Probleme. So brach der Rapper Kalim seinen Auftritt nach mehreren Unterbrechungen ab. Während Kool Savas’ Auftritt fiel der Ton für einige Zeit vollständig aus. Auch Hauptact Busta Rhymes wurde durch eine defekte Box gestört.
2018 kehrte das Festival auf den Flugplatz Schwarze Heide zurück.
2019 wurde das Festival zunächst erneut für den Flugplatz Schwarze Heide, Hünxe angekündigt. Jedoch sprang einer der Investoren kurz zuvor ab, so dass die Organisatoren das Festival auf zwei nicht zusammenhängende Tage aufteilen mussten. Der erste Tag mit Headliner KRS-One sollte am 30. Juni unter dem Label „Out4Fame Classic Sunday“ in der Live Music Hall in Köln stattfinden. Doch dies kam ebenfalls nicht zustande, die Veranstaltung wurde ins Reineke Fuchs verlegt. Am 18. August fand das Open Air mit Kool Savas als Headliner am Tanzbrunnen statt. Nur etwa 2000 Fans folgten der Veranstaltung. Es war zugleich die bislang letzte Auflage des Festivals.

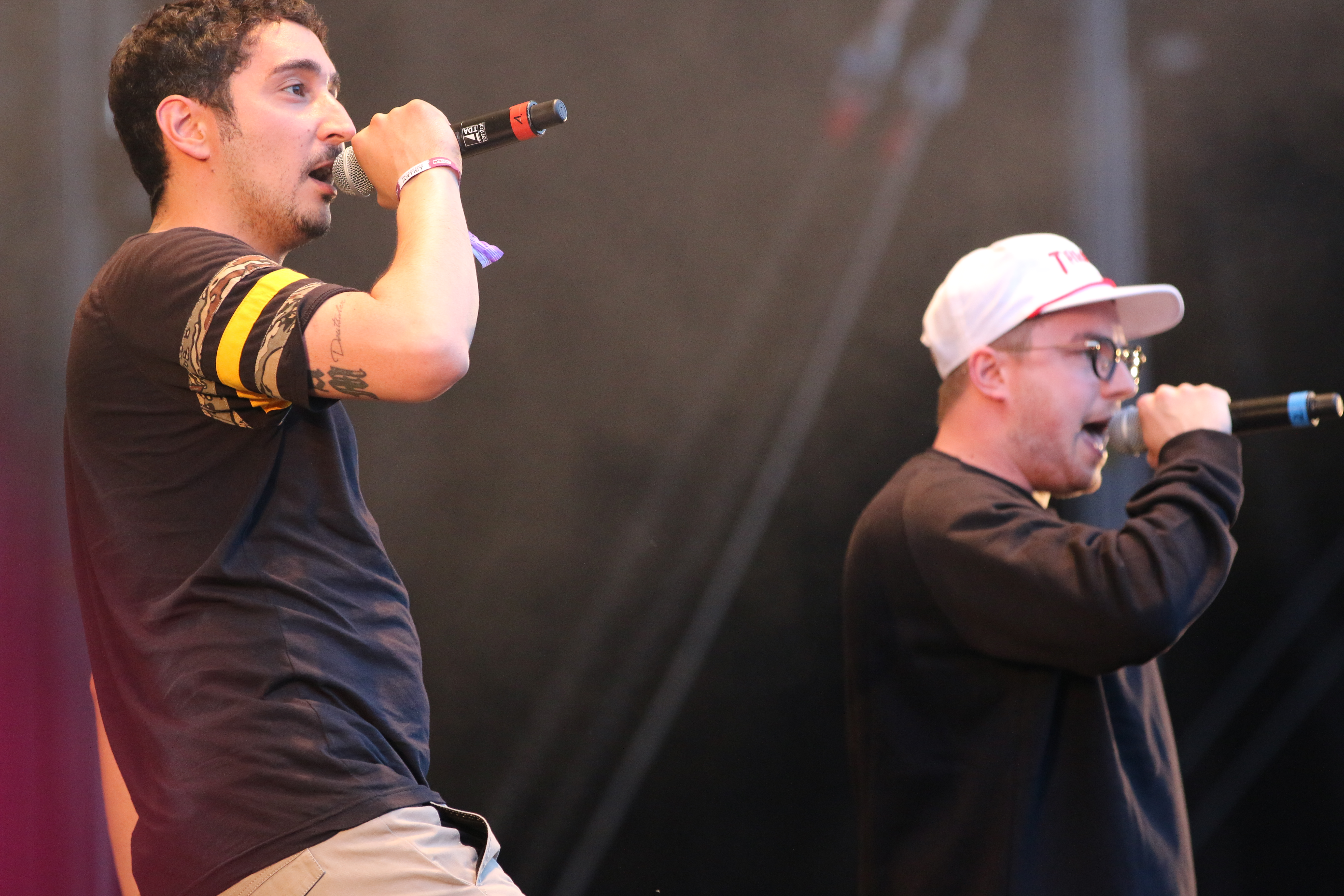
Eko Fresh und DCVDNS (2015)
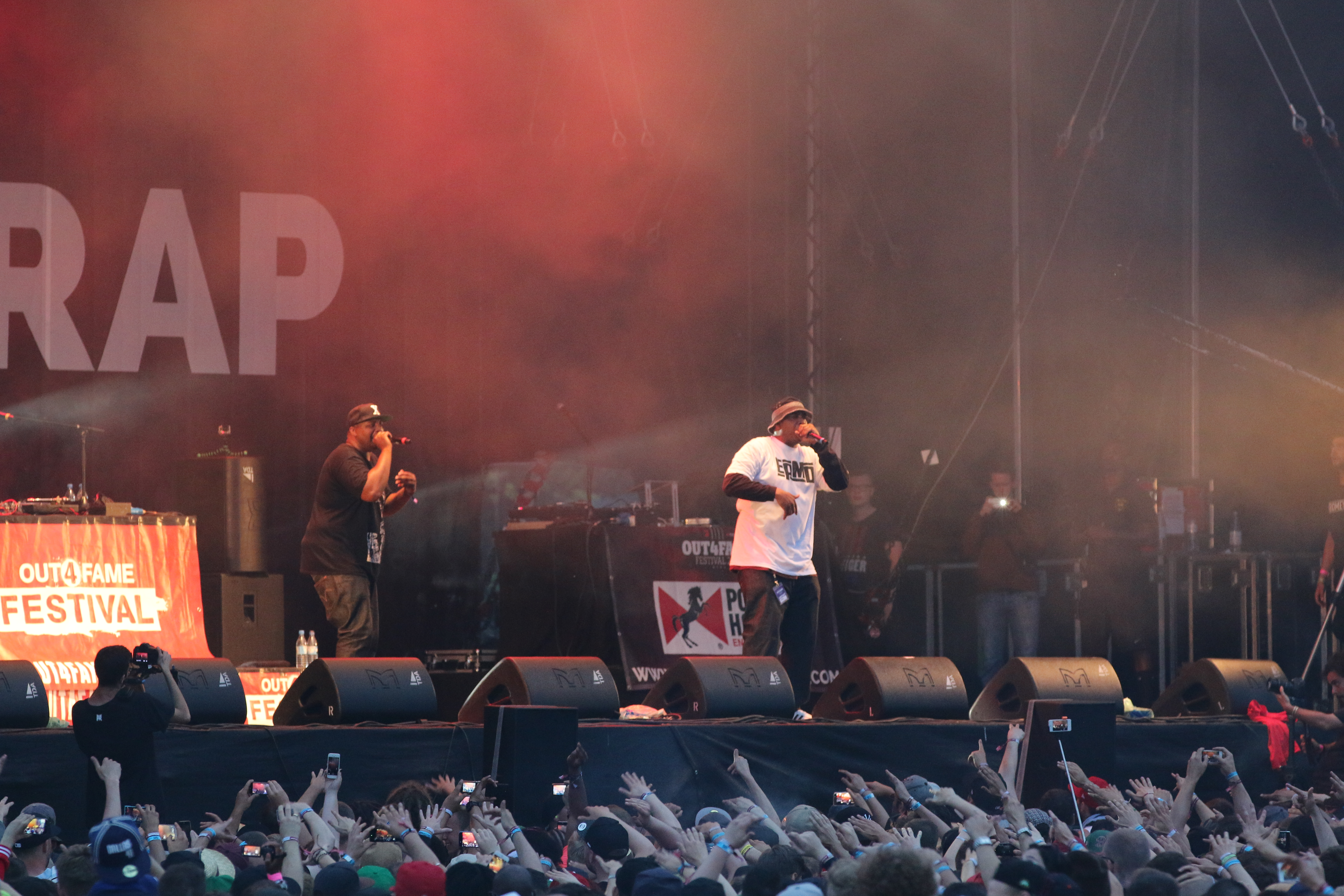
EPMD (2015)
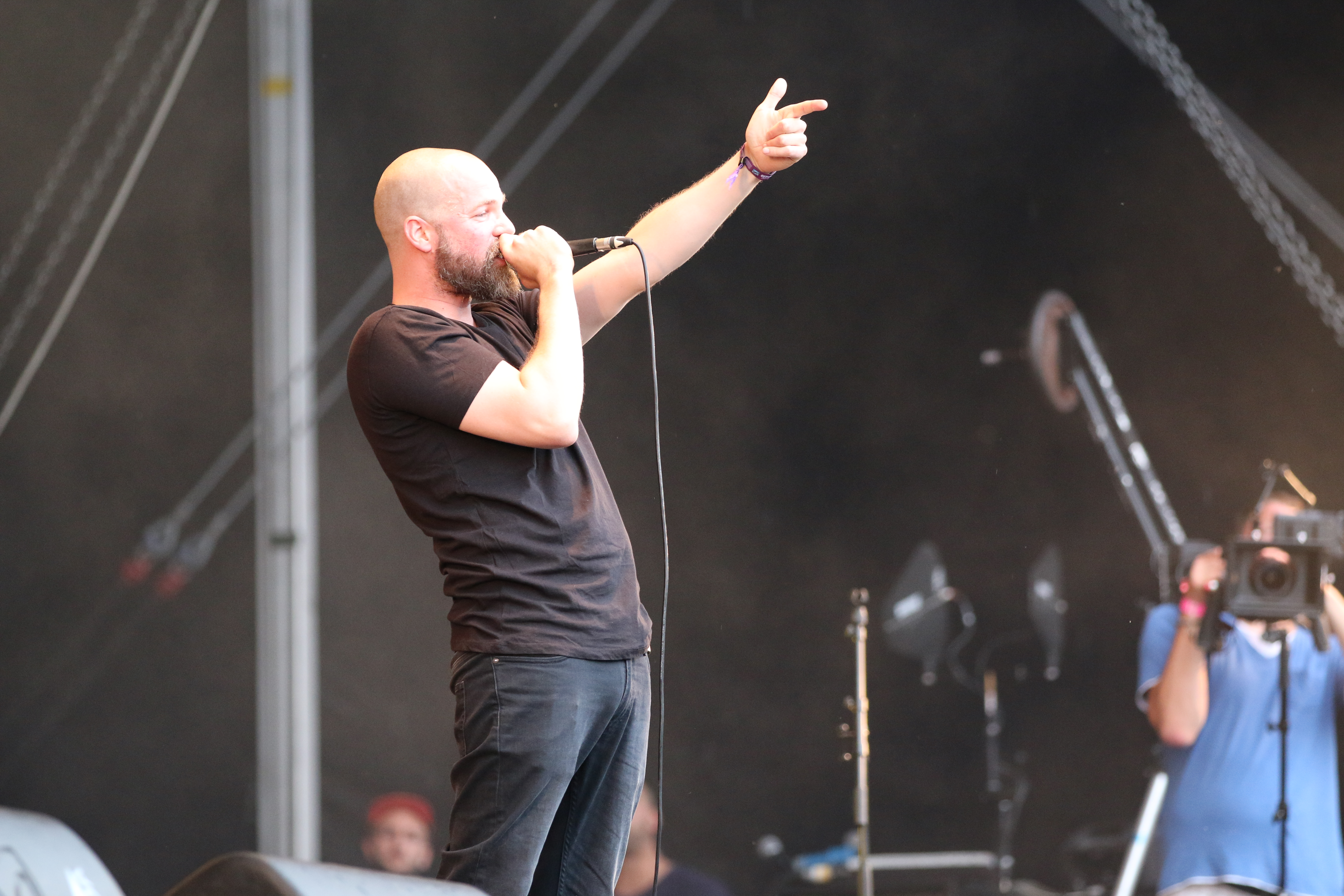
Curse (2015)
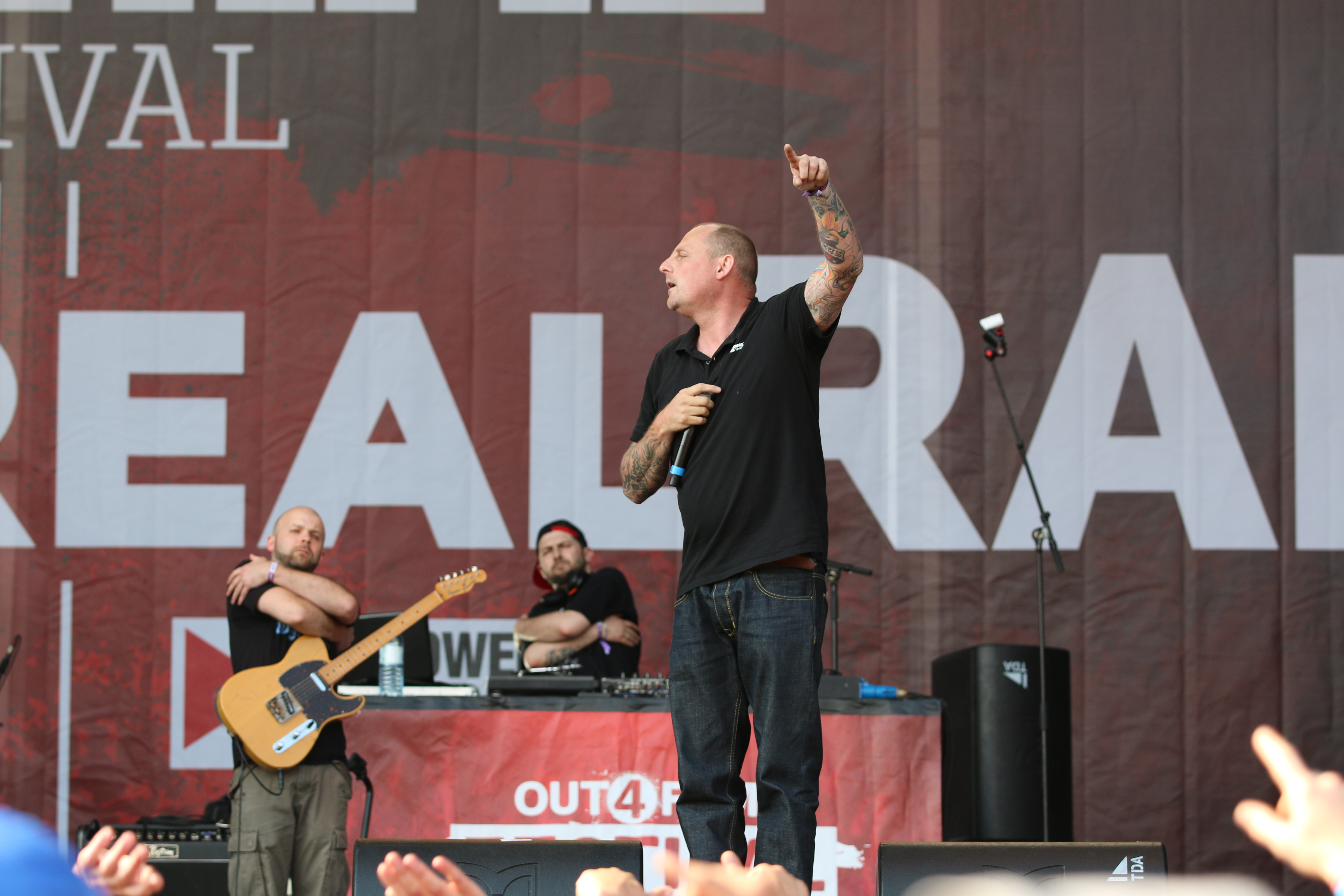
Too Strong (2015)
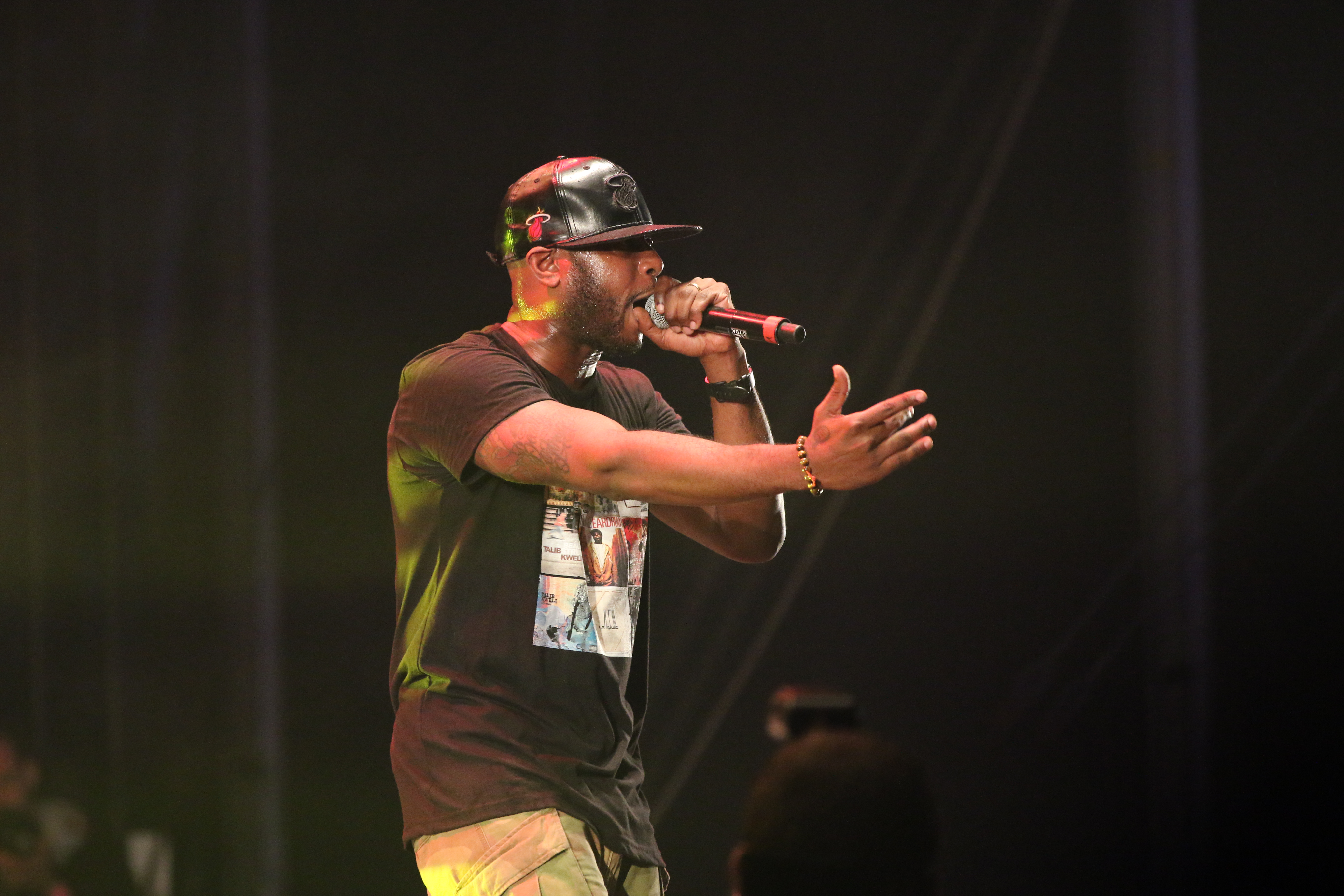
Talib Kweli (2015)
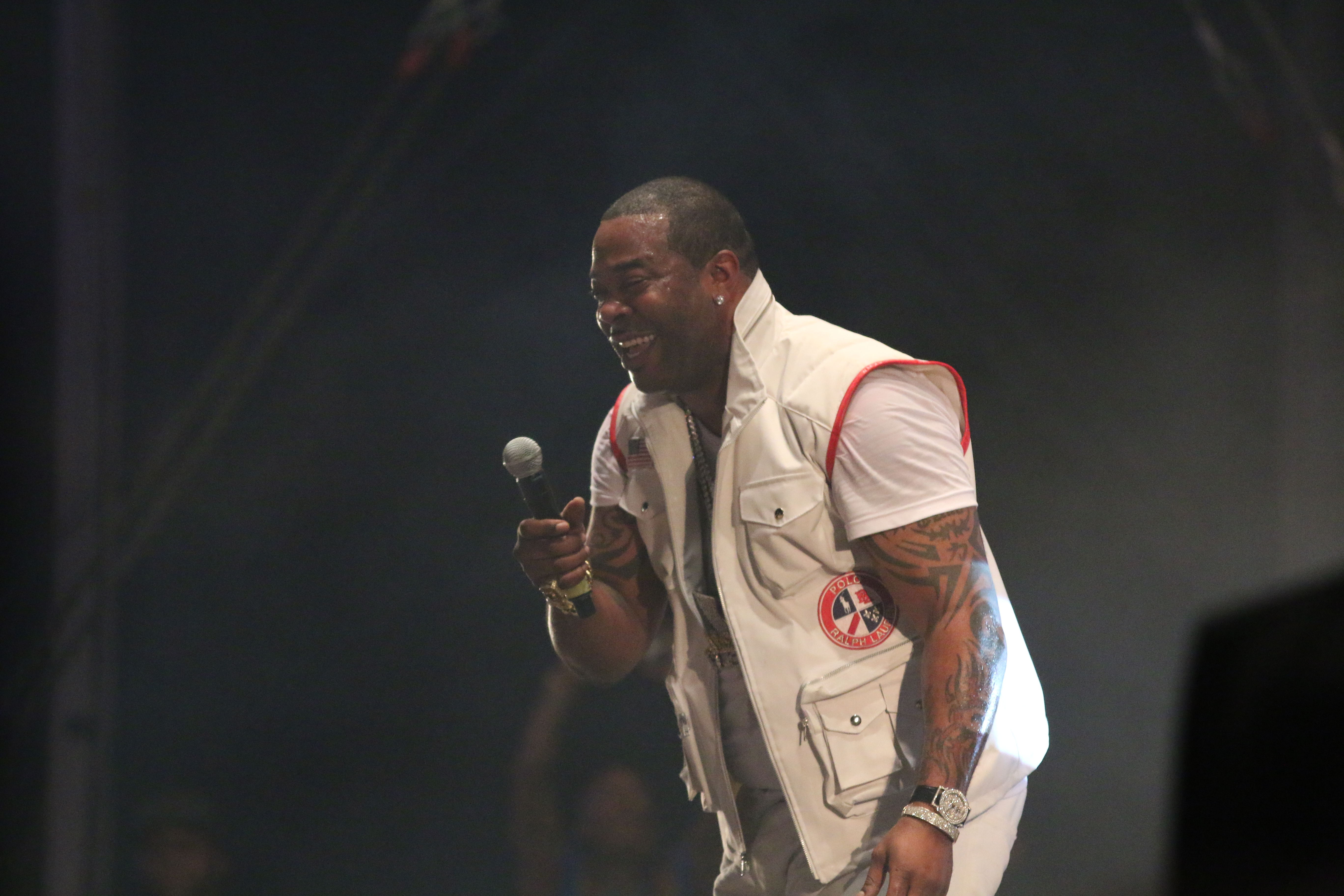
Busta Rhymes (2015)
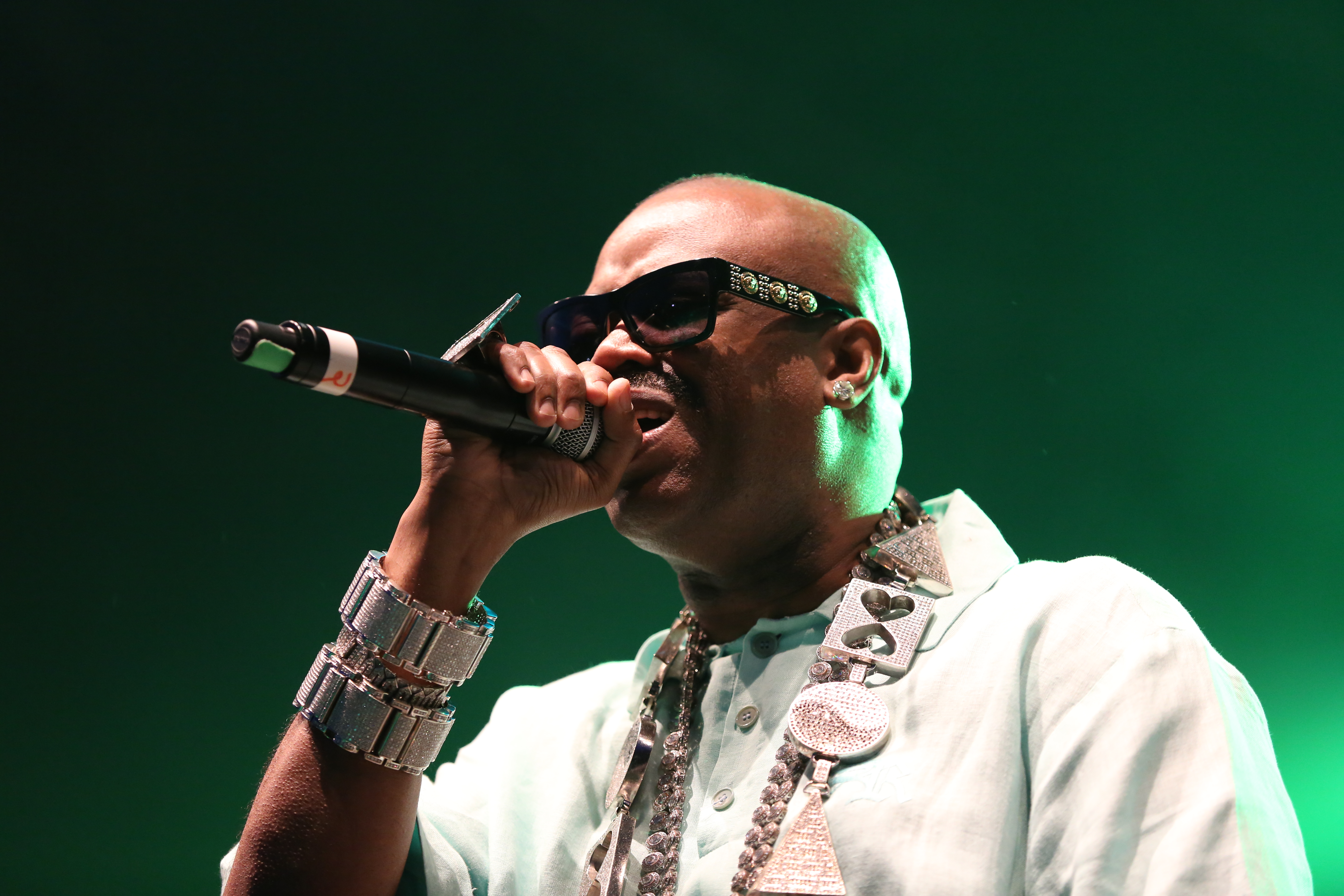
Slick Rick (2016)
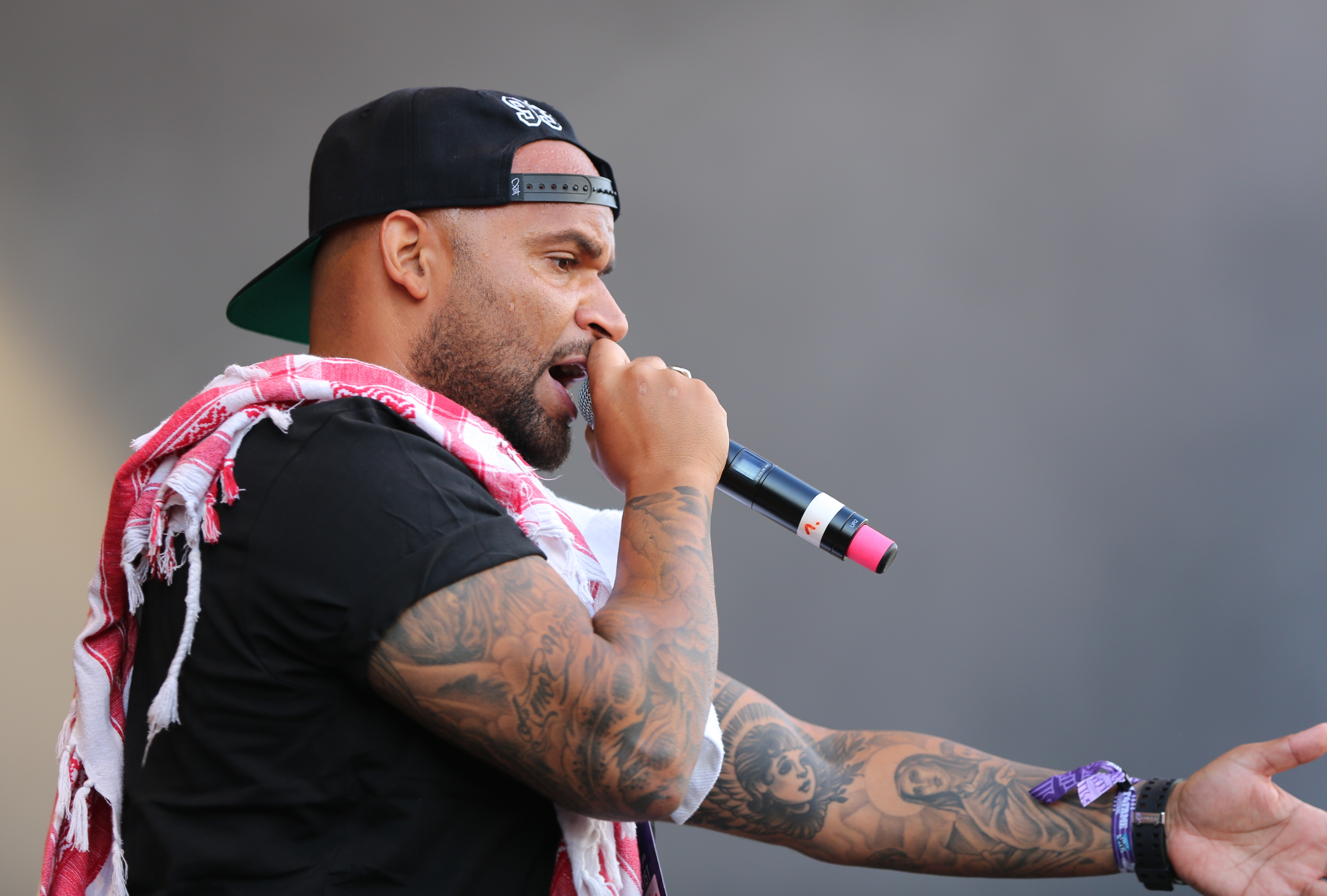
Olli Banjo (2016)
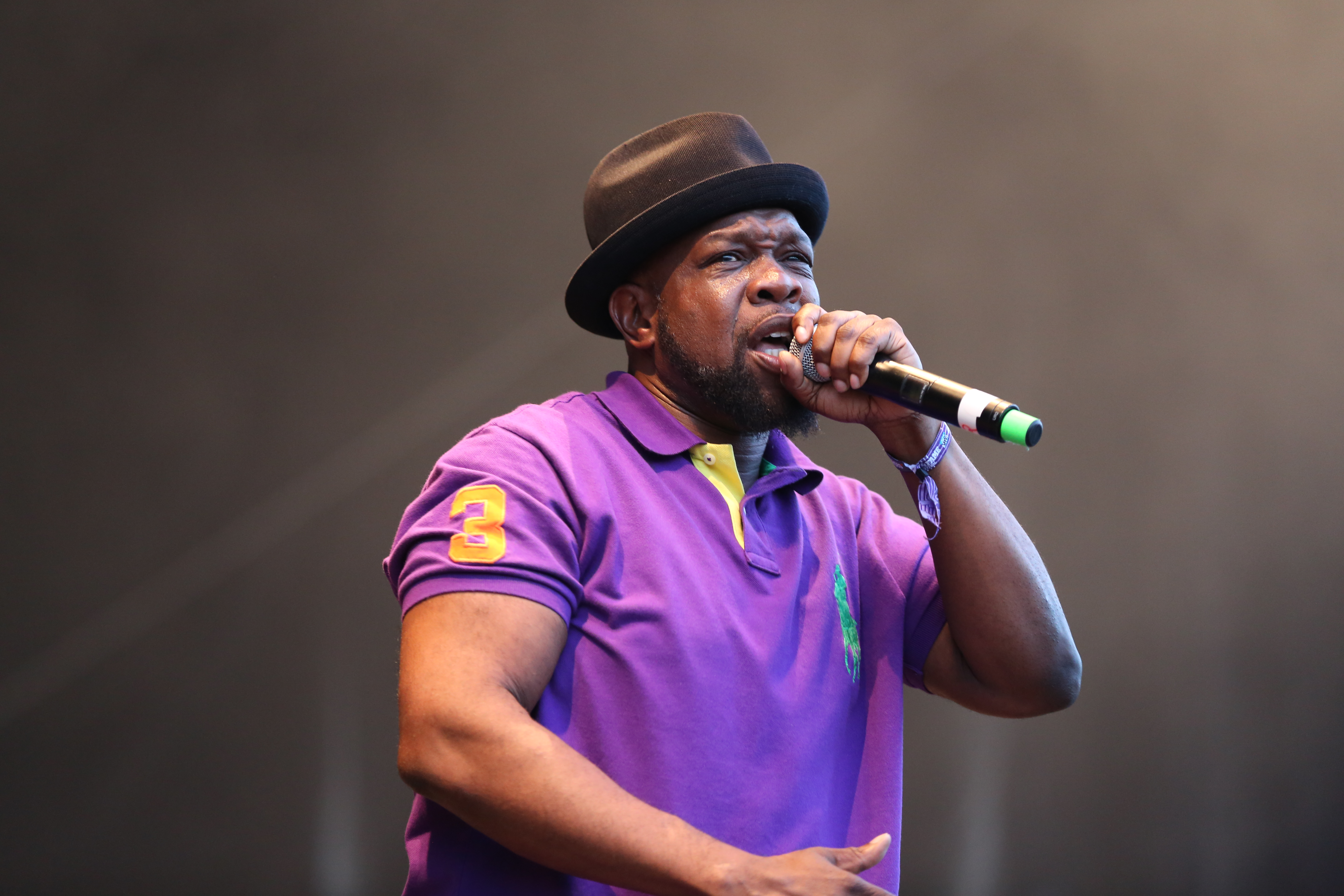
Jeru the Damaja (2016)

## Ausgaben
| Ausgabe | Datum                                      | Ort                            | Künstler (Tag 1) | Künstler (Tag 2) | Künstler (Tag 3) | Besucher     |
| ------- | ------------------------------------------ | ------------------------------ | --- | --- | --- | ------------ |
| 1       | 7. Juni und 8. Juni 2014                   | Schwarze Heide, Hünxe          | Method Man & Redman, Kool Savas, Fard, Ace Hood, M. O. P., SSIO, Manuellsen, Chakuza & RAF Camora, Freunde von Niemand, Creutzfeld & Jakob, Johnny Rakete, Laas Unltd., Hiob & Morlockk Dilemma, Damion Davis, Der Plusmacher, Coely, Nyzzy Nyce, 52er, Buddi & Benson, Smoke T, Neno, Mortis, Proto Tüp, Mo-Torres, Cashisclay, Theory Hazit | DMX, Mobb Deep, Kollegah, Farid Bang, KC Rebell, Snak the Ripper, Onyx, EMC, Hamad45, The Doppelgangaz, Witten Untouchable, PA Sports, Snaga & Pillath, DaJuan, SAM, Megaloh, M.A.T.A., Elias Sweez, Bizzy Beats, Dollar John, Wordsflysch, Cengiz, Steelo Vasquez, Dojo, Micoholic & Akio, Fey-Z, Tice, Sylabil Spill, Adas | | 6.500        |
| 2       | 12. Juni und 13. Juni 2015                 | Schwarze Heide, Hünxe          | Busta Rhymes, Yasiin Bey, Talib Kweli, EPMD, Eko Fresh, Curse, Cr7z, Dead Prez, Too Strong, Hdbeendope, DCVDNS, Swiss & Die Andern, Projekt Gummizelle, Takt32, Kex Kuhl & Andy Tablez, Bessunger Hills | Mobb Deep, Wu-Tang Clan, Samy Deluxe, Azad, Afrob, Snaga, Favorite, Sylabil Spill, Eljot Quent, Lino/Ärsenik, Summer Cem, Green, R. A. the Rugged Man, Celo & Abdi, Marvin Game/Rapsta, 187 Strassenbande, Disarstar, Peti Free, Cengiz, Mobb Fu, Leroy                                                                      | | 11.000       |
| 3       | 29. Juli, 30. Juli und 31. Juli 2016       | Schwarze Heide, Hünxe          | Rick Ross, Kollegah, Haftbefehl & Xatar, Fard, Kaaris, Manuellsen, Mauli, A$ap Twelvyy, Olexesh, Sugar MMFK, Nimo, Milonair, Arrior & Q Rush, Chima Ede, Heliocopta PF, Chumet | Kool Savas, De La Soul, SSIO, Royce da 5′9″, Onyx, Lakmann One, Marvin Game, Masta Ace, Megaloh, Ufo361, Vega & Bosca, Architekt, Jean-Cyrille, Blizz, Born, Jokaz, Heideck & Kopfschuss | Method Man & Redman, Sido, Slick Rick, The Beatnuts & Jeru the Damaja, Olli Banjo, Dope D.O.D., Timeless, Pillath, Ali As, Haben, BTNG, Pedaz, Schatten & Helden, Tice, Sam Silla & Steve Jackson, Adas | 7.000 je Tag |
| 4       | 18. August, 19. August und 20. August 2017 | Revierpark Wischlingen         | Yasiin Bey, Prinz Pi, Kontra K, Eko Fresh, Section Boyz, Nimo, Dillon Cooper, Celo & Abdi, Marvin Game, Sierra Kidd, Danju, 3Plusss, Group Home, Kalim, Paigey Cakey, Eno, Bausa, Soufian, Azzi Memo, Enemy, Diar, Apol & Linez, SBK Basement, Birdhausgang, Gangzeichen                                                                      | Busta Rhymes, DJ Premier, Kool Savas, Azad, M.O.P., The Pharcyde, Witten Untouchable, PA Sports, Snak the Ripper, Morlockk Dilemma, Bartek, Steuerfreimoney, Loyal Banditz, Peti Free, Montez, Plusmacher, Snowgoons, Prezident & Kamikazes, Takt32, Marz, Remoe, T9, Boofboiis, Muro & Shaban, Buddi                        | 187 Strassenbande, MoTrip, Arrested Development, Too Strong, Kool G Rap, Jedi Mind Tricks, Pharoahe Monch, Weekend, Mädness & Döll, La Base & Tru Comers, Brenna, Delinquent Habits, Roots Manuva, D.I.T.C., Looptroop Rockers, Apollo Brown & Skyzoo, Sylabil Spill, Verbal Kent & Superior, Disarstar, Schälsick, Infinit, Pi Taoba, Master Puja, DLG, Lutz, Sawa Sawa Sound | 8.000 je Tag |
| 5       | 29. Juni, 30. Juni und 1. Juli 2018        | Schwarze Heide, Hünxe          | De La Soul, Curse, Afrob, Olexesh, Manuellsen und Micel O, Vega, Rittz, Dizzy Wright, Bishop Nehru, Amiaz, Pedaz, Antifuchs, Quame65, Luvre47, Soza, SKX, Jaymic, Ruffy, Uppercut und Master Puja | E-40, SSIO, The LOX, M.O.P., Lords of the Underground, WC aka Dub C, R.A. The Rugged Man, Olli Banjo, Daran, Crizzle & Kekay, Tiavo, Retrogott & Hulk Hodn, Alex Harris, Aslan und Sero | Black Star, La Coka Nostra, Onyx, DJ Quik, Camp Lo, Eunique, Milonair, Cunninlynguists, Dame, Haze, Said, Pimf, Telson, AOB, Maaf & Amu und Ben Bugatty |              |
| 6       | 30. Juni/ 18. August 2019                  | Reineke Fuchs/Tanzbrunnen Köln | KRS-One, Havoc & Big Noyd (Mobb Deep), Lords of the Underground, Mr. Cheeks & The Lost Boyz, Smif-N-Wessun, Witten Untouchable, Pillath, Snowgoons, Theory Hazit, Leila Akinyi, Maxtsah, Jolle, DJ Teddy-D, DJ O-Sun, DJ Bless, | Kool Savas, Eno, Mero, Juju, Marvin Game, 102 Boyz, Sero el Mero, Bosca, Face 63 Takt32, Infinit94, GFM, Philta da Chilta, Vrobzn, Mic Deal, Cr1me | | 2000         |

## Rezeption
Im Zuge der Bekanntgabe des Programms für die zweite Auflage des Festivals 2015 bezeichnete die Westdeutsche Allgemeine Zeitung das Out4Fame-Festival als „Zuckerschlecken für Nostalgiker.“ Bei der ersten Veranstaltung sei noch unklar gewesen, ob die Zielgruppe der „jugendlichen Deutschrap-Hörer“, die „in den brachialen Tracks von Erfolgsrappern wie Kollegah, Farid Bang oder KC Rebell den Soundtrack für ihren nächsten Fitnessstudio-Besuch finden“, oder „die Ü-25-Jährigen“, die in den 1990er Jahren „den Slang von amerikanischen Größen wie Method Man, Redman und Onyx studiert haben“, angesprochen werden sollen. Dagegen wirke die zweite Auflage durch die Auftritte von Foxy Brown, Busta Rhymes, Dead Prez, Mos Def, Talib Kweli und Wu-Tang-Clan wie „ein Klassentreffen der alten Schule.“ Auch bei den deutschen Vertretern liege der Fokus mit Ausnahme von DCVDNS und Swiss „auf den alten Hasen.“
Der Mülheimer Rapper Manuellsen lobte die Auswahl des Veranstaltungsortes. So werden alle größeren Hip-Hop-Festivals außerhalb von Nordrhein-Westfalen veranstaltet. Das Out4Fame-Festival biete nordrhein-westfälischen Hip-Hop-Musikern die Möglichkeit, ein „mehrzahliges Heimpublikum [zu] bespielen.“
Die WAZ lobte die zweite Auflage des Festivals für die „energische[n] Zeremonien der Altmeister am Mikrophon.“ Dagegen wurde der Ausfall der „Big-Apple-Diva“ Foxy Brown sowie der Auftritt des Wu-Tang Clans ohne RZA, Raekwon und Method Man, „drei der prominentesten Köpfe der Gruppe“, bemängelt. Auch andere organisatorische Schwierigkeiten und „zahlreiche versteckte Kosten“ stießen auf Kritik. Mos Def vereinte sich im Anschluss an seine „für manche etwas irritierenden, aber sehr groovigen und souligen Solo-Performance“ mit Talib Kweli als Black Star. Auch der zu Trommel- und Schlagzeug-Gedresche im Tripletakt rappende Samy Deluxe sowie die „unvergleichlichen Acapella-Einlagen“ von R. A. The Rugged Man wurden positiv hervorgehoben.
Von Seiten des Publikums wurden 2017 zum Teil die Verhaltensweisen des Sicherheitspersonals, die Organisation des gastronomischen Angebots, die wiederholten tontechnischen Probleme sowie die ungenügende Kommunikation des Organisationsteams mit dem Publikum kritisiert.